# Моріц Розенталь
Моріц Розенталь (нім. Moriz Rosenthal) — австрійський піаніст галицько-єврейського походження.

## Біографія
Народився в сім'ї Леона Розенталя і Аугусти Каннер. У 1872 р почав вчитися у Карла Мікулі, колишнього асистента Фредеріка Шопена, переймаючи характерне шопенівське витончене легато. У 1875 р продовжив навчання у Відні у Рафаеля Йошеффі, який влаштував 13-річному музикантові перший віденський концерт і акомпанував йому на другому фортепіано. У 1876 р вирушив на перші гастролі до Румунії, мав великий успіх при княжому дворі і за бажанням княгині Єлизавети був призначений придворним піаністом. Тут, за переказами, гру Розенталя почув російський імператор Олександр II і запросив виступити в Санкт-Петербурзі.
У 1876—1878 рр. Розенталь брав уроки у Ференца Ліста у Веймарі і Римі. Після цього він на деякий час залишив виконавську кар'єру заради навчання у Віденському університеті. У 1886 р Розенталь повернувся до активної концертної діяльності. У 1889 р відбулися його перші гастролі в США, що відкрилися спільним концертом в Нью-Йорку з 14-річним Фріцем Крейслером. У 1890 р Розенталь опублікував збірник вправ «Школа вищого фортепіанної майстерності» (нім. Schule des höheren Klavierspiels), складений в співавторстві з Людвігом Шитте.
Після аншлюсу Розенталь залишився жити в Нью-Йорку, страждаючи в останні роки від хвороби Паркінсона.